# Ladung für Kapstadt
Ladung für Kapstadt ist ein US-amerikanischer Abenteuerfilm aus dem Jahr 1950 mit Broderick Crawford und Ellen Drew in den Hauptrollen. Der Film wurde von Columbia Pictures produziert.

## Handlung
Der Seemann Steve Conway hat sein Kapitänspatent gemacht. Nun ist er in Niederländisch-Indien (heute Indonesien) unterwegs, um eine Kapitänsstelle zu finden. Der Geschäftsmann Singh heuert Steve an. Er soll die Mokara, einen heruntergekommenen Öltanker, nach Kapstadt segeln. Andere erfahrene Kapitäne haben den Job wegen eines aufziehenden Taifuns und dem schlechten Zustand des Schiffs abgelehnt. Um eine Mannschaft zusammenzubekommen, verursacht Steve eine Kneipenschlägerei. Nachdem die Polizei die Schläger verhaftet hat, holt er die Männer, unter der Auflage mit ihm zu segeln, aus dem Gefängnis.
Die Suche nach einem Schiffsingenieur gestaltet sich schwieriger. Steves bester Freund Johnny Phelan, genau ein solcher Ingenieur, ist ebenfalls in der Stadt. Allerdings will er sich hier niederlassen und seine Freundin Kitty Mellar heiraten. Johnny weiß nicht, dass Kitty vorher mit Steve zusammen war und der nichts von ihr hält. Steve macht Johnny betrunken und schanghait ihn. Kurz vor dem Auslaufen kommt Kitty auf der Suche nach Johnny an Bord. Sie erkennt, was Steve getan hat und fordert mit einer gezogenen Pistole, dass sie und Johnny an Land gehen. Steve nimmt ihr die ungeladene Waffe ab und droht ihr mit Gefängnis wegen versuchten Mordes, sollte sie nicht kooperieren. 
Als Johnny erwacht, ist er zuerst von Steves Aktion schockiert. Doch er findet sich schnell mit den Umständen ab und macht sich an seine Arbeit. Ebenfalls an Bord ist Steves junger Freund Rik, der beweisen will, dass er ein guter Seemann sein kann. Der angekündigte Taifun schlägt mit Gewalt zu. Rik wird fast von einem Ölfass zerquetscht und gerade noch von Steve und Kitty gerettet. Der Junge braucht dringend ärztliche Hilfe, daher ändert Steve den Kurs, um den nächsten Hafen anzusteuern. Dies bedeutet allerdings, dass er Kapstadt nicht termingerecht erreichen und somit entlassen wird. Im Fieberwahn will Rik sich über Bord werfen, um Steves Karriere zu retten. Wieder wird er von Steve und Kitty gerettet, doch diesmal stirbt er an der großen Erschöpfung.
Als einer der Seeleute in den Laderaum stürzt, versucht der Matrose Rhys, Steve während der Bergung zu töten. Rhys wurde von Steve in Arrest genommen und erzählt Johnny aus Rache von Steves und Kittys früherer Beziehung. Johnny sucht Steve auf und fordert, dass er als Kapitän ihn und Kitty am nächsten Tag vermählt. Noch in der Nacht versucht Kitty, Steve von ihrer Liebe zu ihm zu überzeugen, wird jedoch zurückgewiesen. Kitty lässt sich dann doch mit Johnny vermählen. Kurz nach der Zeremonie bricht ein Feuer im Lagerraum aus. Johnny und Steve eilen zum Brand. Die Hitze des Feuers lässt Johnny bewusstlos werden, doch Steve kann seinen Freund retten und das Feuer schließlich löschen. Als er erwacht, wird Johnny klar, dass er nicht der richtige Mann für Kitty ist. Er lässt die Heirat annullieren. Steve erklärt Kitty, dass er sich selber hasse, weil er sie gehen ließ. Die beiden umarmen sich.

## Produktion

### Hintergrund
Gedreht wurde der Film vom 27. Juni bis zum 9. August 1949.

### Stab
Cary Odell oblag die künstlerische Leitung. Frank A. Tuttle war für das Szenenbild zuständig, Jean Louis für die Kostüme. Archie R. Dalzell arbeitete als Kameratechniker.

### Besetzung
In kleinen nicht im Abspann erwähnten Nebenrollen traten Richard Alexander, Frank Bank, Trevor Bardette, Harry Cording, Frank Reicher, Gene Roth und Harry Wilson auf.

## Synchronisation
Die deutsche Synchronfassung entstand im Auftrag der Willy Zeyn Film-GmbH in München unter der Dialogregie von Erich Kobler nach einem Dialogbuch von G. A. von Ihering.
| Rolle         | Schauspieler       | Deutscher Synchronsprecher |
| ------------- | ------------------ | -------------------------- |
| Johnny Phelan | Broderick Crawford | Curt Ackermann             |
| Kitty Mellar  | Ellen Drew         | Ingeborg Grunewald         |
| Steve Conway  | John Ireland       | Peter Pasetti              |
| Sam Bennett   | Edgar Buchanan     | Herbert Gernot             |
| Rik           | Robert Espinoza    | Hans Clarin                |

## Veröffentlichung
Die Premiere des Films fand am 30. März 1950 in New York statt. In der Bundesrepublik Deutschland kam er am 25. Mai 1951 in die Kinos, in Österreich am 21. September 1951.

## Kritiken
Das Lexikon des internationalen Films schrieb: „Spannender Abenteuerfilm mit schönen Seeaufnahmen.“